# Останній легіон (фільм)
«Останній легіон» (англ. The Last Legion) — художній фільм Дага Лефлера, знятий в 2007 році за однойменним романом Валеріо Массімо Манфреді.

## Сюжет
Теглайн фільму: «Кінець імперії… початок легенди» (The end of an empire…the beginning of a legend.)
476 рік нашої ери. Римська імперія падає під тиском варварів. Останнього імператора 12-річного Ромула Августа (Томас Сангстер) разом з його вчителем Амвросієм (Бен Кінгслі) ув'язніють на острові Капрі. В підземеллі хлопчик знаходить меч, привезений з-за моря його пращуром, меч, який був викутий з металу, що впав з неба. Мечем має володіти той, доля котрого володарювати. Меч належав колись Юлію Цезарю — предку Ромула Августа. Командир особистої імператорської охорони, відважний воїн Аврелій (Колін Ферт) та візантійка Міра (Айшварія Рай) з загоном воїнів звільняють хлопчика з полону та разом з ним вирушають до Британії, щоб зібрати легіон прибічників, останній легіон, відданий Риму. Вони знаходять фортецю легіону і дізнаються, що його вже немає: втративши зв'язок з батьківщиною, воїни розсіялися та стали займатися мирною працею. Щоб не наражатися на гнів численних місцевих войовничих кланів, вони стали селянами, та забувають про присягу. Але Цезаря шукають. Вороги нападають на мешканців з римського селища і тоді воїни колишнього Дев'ятого легіону знов беруть до рук зброю. Після перемоги Ромул кидає свій меч, який потрапляє в камінь, проголошуючи кінець війни та початок нової ери — миру та процвітання.
За фільмом Ромул приймає ім'я Пендрагон. Легіон одразу розформовують. Аврелій та Міра одружуються. Меч, що втрапив в камінь, простоїть в ньому чверть століття. Амвросій відкриє сину Ромула — Артуру — своє справжнє ім'я Мерлін. В самому кінці фільму показується, що на мечі, який поріс мохом, залишилося дві літери і слово на латині E, S та Calibur — Ескалібур.
У подіях фільму є кілька доволі грубих історичних невідповідностей. Так, на момент повалення влади останнього римського імператора столицею Західної Імперії була Равенна — укріплене місто на півночі Італії, — а не Рим. Також, Візантія не визнавала Ромула Августа як законного імператора, оскільки за два роки до того на римський трон вони посадили свого ставленика Юлія Непота, який в 475 році був скинутий батьком Ромула — Орестом. Тому у Східної імперії не було причин рятувати маленького імператора. Крім того, родовід і походження Ромула не мали жодного відношення до Юлія Цезаря, останні родичі якого померли ще в І столітті. Наостанок, до 476 року в Британії не могло знаходитися ніякого останнього легіону, так як ще в 410 році за наказом імператора Гонорія, римляни покинули Британію, не маючи сил захистити цю далеку провінцію.

## Актори
- Колін Ферт — Аврелій;
- Томас Броді-Сангстер — Ромул Август / Пендрагон;
- Бен Кінгслі — Амвросій / Мерлін;
- Айшварія Рай — Міра;
- Пітер Маллан — Одоакр;
- Кевін  МакКідд — Вульфія;
- Джон Ханна — Нестор;
- Оуен Тіл — Ватренус;
- Руперт Френд — Деметрій;
- Нонсо Анозі — Батіатус;
- Гаррі Ван Горкум — Вортігерн;
- Роберт Пью — Кустеннін;
- Джеймс Космо — Хротгар;
- Александр Сіддіг — Теодор Андронік;
- Мюррей Макартур — Терций;
- Ієн Глен — Орест, батько Ромула Августа;
- Александра Томас-Девис  — Іґрейна;

## Касові збори
Під час показу в Україні, що розпочався 19 квітня 2007 року, протягом перших вихідних фільм зібрав $223,562 і посів 1 місце в кінопрокаті того тижня. Фільм опустився на п'яту сходинку українського кінопрокату наступного тижня і зібрав за ті вихідні ще $13,483. Загалом фільм в кінопрокаті України пробув 4 тижні і зібрав $378,755, посівши 45 місце серед найбільш касових фільмів 2007 року.